# Эстрогеновый рецептор
Эстрогеновые рецепторы (ЭР) представляют собой группу белков, находящихся внутри клеток. Они являются рецепторами, которые активируются эстрогенами (например, 17β-эстрадиолом). Существуют два класса эстрогеновых рецепторов: ядерные рецепторы эстрогена (ЭРα и ЭРβ), которые являются членами семейства ядерных рецепторов внутриклеточных рецепторов, и мембранные рецепторы эстрогена (мЭРs) (ГПЭР (ГПР30), ЭР-X и Гк-мЭР), которые в основном являются Г-белковыми рецепторами.
После активации эстрогеном ЭР способен транслоцироваться в ядро и связываться с ДНК, чтобы регулировать активность различных генов (то есть это ДНК-связывающий фактор транскрипции). Тем не менее, он также имеет дополнительные функции, не зависящие от связывания ДНК.  Как гормональные рецепторы для половых стероидов (рецепторы стероидных гормонов), эстрогеновые рецепторы (ЭР), рецепторы андрогенов (АР) и рецепторы прогестогенов (ПР) играют важную роль в половом созревании и беременности.